# Kepler-10b
Kepler-10b é o primeiro planeta terrestre confirmado tendo sido descoberto fora do Sistema Solar. Descoberto após vários meses de coleta de dados durante o curso da missão Kepler da NASA, que tem como objetivo descobrir planetas semelhantes à Terra atravessando na frente de suas estrelas, a descoberta do planeta foi anunciada em 10 de janeiro de 2011. Kepler-10b tem uma massa entre 3.3 e 5.7 a massa da Terra e um raio de 1.4 o raio da Terra. No entanto, encontra-se muito perto de sua estrela, o Kepler-10, e como resultado, é quente demais para suportar a vida. Sua existência foi confirmada por meio de medidas do Observatório W. M. Keck, no Havaí.

## Nomenclatura e história

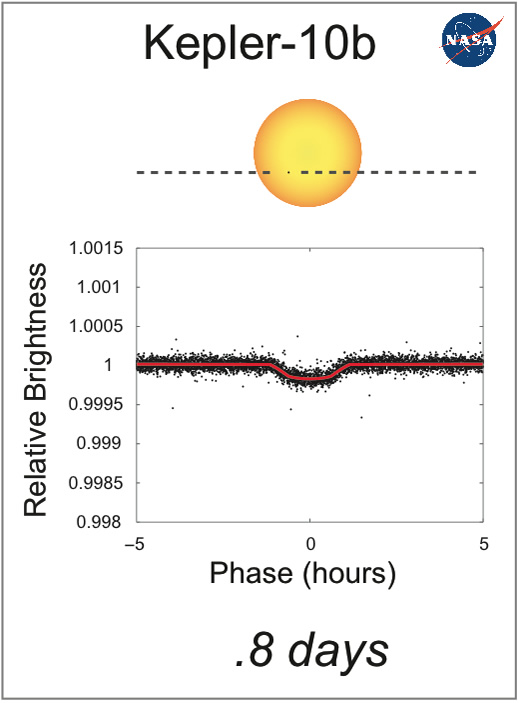
A curva de luz de Kepler-10b, demonstrando o efeito de escurecimento quando transita a sua estrela.

Kepler-10, a estrela que hospeda Kepler-10b, está localizada a 564 anos-luz do nosso Sistema Solar na constelação de Draco. É aproximadamente o mesmo tamanho que o Sol, com uma idade estimada de 12 bilhões de anos. O exoplaneta Kepler-10b é o primeiro planeta a ser descoberto na órbita de sua estrela. Por isto, foi designado com a letra b. A estrela, por sua vez, foi nomeado pela missão Kepler, uma operação liderada pela NASA destinada a descobrir planetas terrestres em trânsito, ou que cruzem na frente de suas estrelas hospedeiras em relação à Terra. A descoberta do planeta foi anunciado ao público em 10 de janeiro de 2011.
O método de trânsito para descobrir exoplanetas depende do monitorando cuidadoso do brilho de uma estrela. Se um planeta está presente e cruza a linha de visão entre a Terra e a estrela, a estrela vai escurecer em um intervalo regular por uma quantidade que depende do raio do planeta em trânsito. A fim de medir a massa de um planeta, e excluir outros fenômenos que podem imitar a presença de um planeta em trânsito de uma estrela, os candidatos a planetas em trânsito são acompanhados com o método de velocidade radial para detectar exoplanetas.
A descoberta de Kepler-10b foi baseada em oito meses de dados coletados pela sonda espacial Kepler a partir de maio de 2009 a janeiro de 2010. Os primeiros trânsitos do planeta foram observados em julho de 2009. De acordo com os dados coletados, Kepler-10b orbita Kepler-10 a cada 0.84 dias. Kepler-10 foi a primeira estrela no campo de visão da sonda espacial Kepler identificado capaz de abrigar um pequeno planeta em trânsito, e foi considerado um alvo de alta prioridade para observações de velocidade radial destinados a confirmar a massa de Kepler-10b. Medições de velocidade radial feitas pelo Observatório W. M. Keck de forma intermitente entre agosto de 2009 e agosto de 2010 revelou um efeito Doppler periódico no espectro de Kepler-10 consistente com um planeta observado pelo Kepler, confirmando a existência do planeta e permitindo que sua massa seja determinada. A descoberta do planeta foi anunciado ao público em 10 de janeiro de 2011.
Em 13 de janeiro de 2011, três dias após a descoberta do planeta ser anunciado, The Economist publicou um artigo sugerindo "Vulcano", como um nome não oficial para o planeta, como o deus romano do mesmo nome.
Em setembro de 2011, a detecção de trânsito secundário e fases foram anunciados. Isto permitiu determinar a temperatura e albedo do planeta. Este é o primeiro exoplaneta terrestre com fases observadas. Detecção de fases foi possível devido a extremo de dia/noite e as variações de temperatura dos lados e a quantidade de luz do planeta recebe da estrela devido à sua proximidade com a estrela hospedeira.

### Reação
A descoberta de Kepler-10b animou os astrônomos, que esperavam usar dados de Kepler-10b para investigar a formação e estrutura de planetas terrestre do tamanho da Terra tendem a ter em comum. Geoffrey Marcy, da Universidade da Califórnia em Berkeley, disse que a descoberta foi classificada "como uma das mais profundas descobertas científicas da história da humanidade", e que o planeta "vai entrar em todos os livros didáticos em todo o mundo". Marcy também descreveu Kepler-10b como "uma ponte entre os planetas gigantes gasosos que encontramos e a própria terra". Diana Valencia na Universidade de Côte d'Azur, em Nice, França considerou o planeta mais como de um "super-Mercúrio" do que uma super-Terra, pelas suas características físicas.

## Características

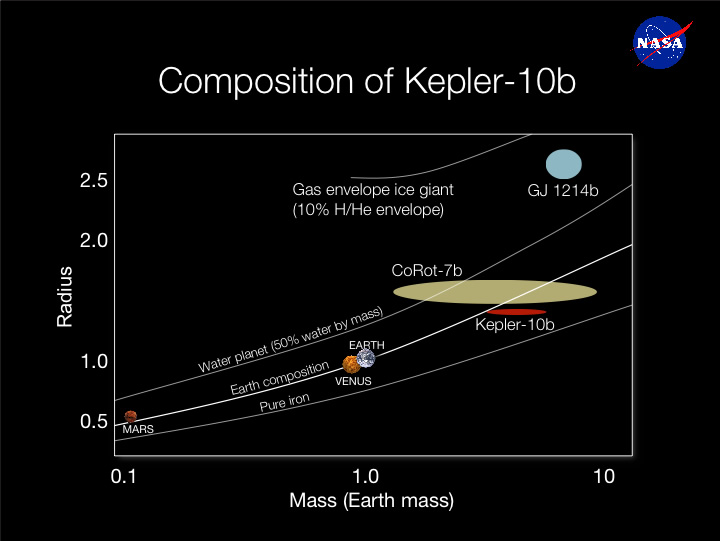
Diagrama mostrando a composição de Kepler-10b, em comparação com outros planetas e exoplanetas

Kepler-10b é mais conhecida por sua superfície rochosa. Tem um diâmetro 1.4 vezes maior do que a Terra e uma massa estimada em 4.6 +1.17
−1.29 vezes a da Terra. A ampla gama de incerteza na massa (e, posteriormente, densidade) é devido à dificuldade na obtenção de medições de velocidade radial, suficientemente precisos para relativamente falando de um objeto tão pequeno. A densidade de Kepler-10b é de 8.8 +2.1
−2.9 g cm−3, substancialmente mais elevado do que a da Terra, e é comparável ao do ferro. No caso de ser menos denso que a estimativa da densidade, Kepler-10b ainda seria mais denso que a Terra. Ele orbita a sua estrela, a Kepler-10, em menos de um dia, pelo menos de um vigésimo da distância de Mercúrio do Sol. Sua temperatura de superfície do lado dia da estrela é de cerca de 1.833 K, que é tão quente como uma fornalha quente e o suficiente para derreter ferro.
Apesar de CoRoT-7b foi descoberto antes de Kepler-10b e foi reivindicado para ser rochoso, não há mais espaço para outras interpretações, no caso da composição de CoRoT-7b do que há para Kepler-10b. Isto é devido à incerteza muito maior em massa de CoRoT-7b (e, em menor grau, o seu raio), que está ilustrado no gráfico à esquerda. Consequentemente, o CoRoT-7b pode ser revelado para ser um planeta de lava, enquanto Kepler-10b deve ser predominantemente feito de rocha ou ferro. Além de mostrar a gama de massas e raios consistentes com as observações de cada planeta, o enredo inclui curvas de composições implícitas por certas massas e raios.
Kepler-10b esta preso à sua estrela-mãe e tem variações extremas de temperatura entre os lados dia e noite. Também reflete a metade da luz que recebe das estrelas.